# Slovenija na Svetovnem prvenstvu v hokeju na ledu 2009
Slovenija na Svetovnem prvenstvu v hokeju na ledu 2009 D1, ki je potekalo med 11. in 17. aprilom 2009 v litvanskem mestu Vilna. V elitno skupino svetovnega hokeja je vodilo prvo mesto na turnirju. 

## Postava
| Pol. | Št. | Hokejist            | Starost (rojstni dan)       | Klub                       |
| ---- | --- | ------------------- | --------------------------- | -------------------------- |
| GK   | 1   | Andrej Hočevar      | 24 let (21. november 1984)  | HK Acroni Jesenice         |
| GK   | 30  | Aleš Sila           | 21 let (18. junij 1987)     | HDD Tilia Olimpija         |
| D    | 3   | Žiga Svete          | 23 let (13. april 1985)     | Hokki Kajaani              |
| D    | 4   | Andrej Tavželj      | 25 let (14. marec 1984)     | HDD Tilia Olimpija         |
| D    | 5   | Mitja Robar         | 26 let (4. januar 1983)     | HK Acroni Jesenice         |
| D    | 6   | Boštjan Groznik     | 26 let (3. julij 1982)      | HDD Tilia Olimpija         |
| D    | 7   | Žiga Pavlin         | 23 let (30. april 1985)     | HDD Tilia Olimpija         |
| D    | 20  | Sabahudin Kovačevič | 23 let (26. februar 1986)   | HK Acroni Jesenice         |
| D    | 27  | Jakob Milovanovič   | 25 let (18. marec 1984)     | Briancon Diables Rouges    |
| F    | 9   | Tomaž Razingar      | 29 let (25. april 1979)     | HK Acroni Jesenice         |
| F    | 10  | Mitja Šivic         | 29 let (1. oktober 1979)    | Grenoble Bruleurs de Loups |
| F    | 12  | David Rodman        | 25 let (10. september 1983) | HK Acroni Jesenice         |
| F    | 13  | Rok Tičar           | 19 let (3. maj 1989)        | Timrå IK                   |
| F    | 14  | Matej Hočevar       | 26 let (30. april 1982)     | HDD Tilia Olimpija         |
| F    | 15  | Egon Murič          | 27 let (15. januar 1982)    | HDD Tilia Olimpija         |
| F    | 16  | Aleš Mušič          | 26 let (28. junij 1982)     | HDD Tilia Olimpija         |
| F    | 17  | Jurij Goličič       | 28 let (6. april 1981)      | HDD Tilia Olimpija         |
| F    | 18  | Gregor Polončič     | 28 let (5. februar 1981)    | HK Acroni Jesenice         |
| F    | 19  | Žiga Pance          | 20 let (1. januar 1989)     | HDD Tilia Olimpija         |
| F    | 21  | Andrej Hebar        | 24 let (7. september 1984)  | HK Acroni Jesenice         |
| F    | 22  | Marcel Rodman       | 27 let (25. september 1981) | HK Acroni Jesenice         |
| F    | 23  | Anže Terlikar       | 28 let (30. oktober 1980)   | HK Acroni Jesenice         |

- Selektor: John Harrington (pomočnika: Dany Gelinas in Andrej Hebar starejši) [1]

## Tekme
| 11. april 2009 | Avstralija | 0 – 6 | Slovenija | Siemens Arena, Vilna |

| Poročilo tekme | Poročilo tekme | Poročilo tekme    | Poročilo tekme | Poročilo tekme                    |
| -------------- | -------------- | ----------------- | --- | --------------------------------- |
| Začetek: 15:30 |                | (0-3 , 0-3 , 0-0) | 01 Hebar (Razingar) 12 Šivic (Mušič, Kovačevič) 17 Kovačevič (Robar, Rodman) 26 Hočevar (Tičar, Murič) 27 Razingar (Šivic, Goličič) 29 Šivic (Kovačevič, Razingar) | Gledalci: 1000 Sodnik: Juraj Konc |

| 13. april 2009 | Slovenija | 8 - 2 | Litva | Siemens Arena, Vilna |

| Poročilo tekme | Poročilo tekme | Poročilo tekme         | Poročilo tekme                                                      | Poročilo tekme                         |
| -------------- | --- | ---------------------- | ------------------------------------------------------------------- | -------------------------------------- |
| Začetek: 20:00 | (M. Rodman) Milovanovič PP1 24:47 (Tičar) Hočevar 27:48 (Robar, Razingar) Šivic PP1 32:46 Robar (Kovačevič) PP1 38:42 Rodman (Rodman) PP1 43:24 (Mušič, Razingar) Šivic 46:49 (Šivic) Razingar 51:39 (M. Rodman, D. Rodman) Hebar PP1 58:40 | ( 0 - 0, 4 - 0, 4 - 2) | 40:33 Katulis (Lelenas, Kumeliauskas) 56:37 SH1 Bosas (Vysniauskas) | Gledalci: 5400 Sodnik: Antonin Jerabek |

| 14. april 2009 | Slovenija | 4 - 2 | Hrvaška | Siemens Arena, Vilna |

| Poročilo tekme | Poročilo tekme | Poročilo tekme         | Poročilo tekme                                            | Poročilo tekme                       |
| -------------- | --- | ---------------------- | --------------------------------------------------------- | ------------------------------------ |
| Začetek: 16:30 | Razingar (Šivic, Murič) PP1 17:28 Milovanovič (Pavlin, Rodman) PP1 34:08 Razingar (Mušič) 41:30 Robar (Hebar, Rodman) PP1 44:15 | ( 1 - 0, 1 - 2, 2 - 0) | Trstenjak (Rendulić, Kanaet) 22:31 Jakovac (Grozaj) 23:00 | Gledalci: 600 Sodnik: Richard Schütz |

| 16. april 2009 | Japonska | 1 - 2 | Slovenija | Siemens Arena, Vilna |

| Poročilo tekme | Poročilo tekme            | Poročilo tekme         | Poročilo tekme                                    | Poročilo tekme                  |
| -------------- | ------------------------- | ---------------------- | ------------------------------------------------- | ------------------------------- |
| Začetek: 13:00 | Keller (Tanaka) PP2 23:05 | ( 0 - 1, 1 - 1, 0 - 0) | Hebar (Rodman, Milovanovič) 05:59 Mušič SH1 24:04 | Gledalci: 300 Sodnik: Pat Smith |

| 17. april 2009 | Slovenija | 1 - 2 | Kazahstan | Siemens Arena, Vilna |

| Poročilo tekme | Poročilo tekme                 | Poročilo tekme         | Poročilo tekme                                                | Poročilo tekme                         |
| -------------- | ------------------------------ | ---------------------- | ------------------------------------------------------------- | -------------------------------------- |
| Začetek: 16:30 | Šivic (Robar, Murič) PP1 56:11 | ( 0 - 1, 0 - 1, 1 - 0) | Solarev (Krasnoslobocev) 08:24 Solarev (Krasnoslobocev) 29:56 | Gledalci: 4800 Sodnik: Antonin Jerabek |

## Seznam reprezentantov s statistiko

### Vratarji
| #  | Vratar         | OT | OTI | OMIN | PG | PGT  | OUS   | KM |
| -- | -------------- | -- | --- | ---- | -- | ---- | ----- | -- |
| 1  | Andrej Hočevar | 5  | 5   | 299  | 7  | 1,40 | 93,40 | 0  |
| 30 | Aleš Sila      | 5  | 0   | 0    | 0  | -    | -     | 0  |

### Drsalci
| #  | Hokejist            | OT | DG | DP | TOČ | KM | +/- | ZG | GIV | GIM | SNG |
| -- | ------------------- | -- | -- | -- | --- | -- | --- | -- | --- | --- | --- |
| 3  | Žiga Svete          | 5  | 0  | 0  | 0   | 2  | +1  | 0  | 0   | 0   | 3   |
| 4  | Andrej Tavželj      | 5  | 0  | 0  | 0   | 4  | +1  | 0  | 0   | 0   | 2   |
| 5  | Mitja Robar         | 5  | 2  | 3  | 5   | 4  | +3  | 0  | 2   | 0   | 14  |
| 6  | Boštjan Groznik     | 5  | 0  | 0  | 0   | 0  | +1  | 0  | 0   | 0   | 3   |
| 7  | Žiga Pavlin         | 5  | 0  | 1  | 1   | 6  | +1  | 0  | 0   | 0   | 8   |
| 9  | Tomaž Razingar      | 5  | 4  | 4  | 8   | 0  | +6  | 1  | 1   | 0   | 9   |
| 10 | Mitja Šivic         | 5  | 5  | 3  | 8   | 2  | +5  | 2  | 3   | 0   | 15  |
| 12 | David Rodman        | 5  | 1  | 3  | 4   | 6  | -2  | 0  | 1   | 0   | 10  |
| 13 | Rok Tičar           | 5  | 0  | 2  | 2   | 0  | +1  | 0  | 0   | 0   | 6   |
| 14 | Matej Hočevar       | 5  | 2  | 0  | 2   | 0  | +1  | 0  | 0   | 0   | 1   |
| 15 | Egon Murič          | 5  | 0  | 3  | 3   | 10 | 0   | 0  | 0   | 0   | 9   |
| 16 | Aleš Mušič          | 5  | 1  | 3  | 4   | 2  | +6  | 1  | 0   | 1   | 9   |
| 17 | Jurij Goličič       | 5  | 0  | 1  | 1   | 4  | +1  | 0  | 0   | 0   | 1   |
| 18 | Gregor Polončič     | 5  | 0  | 0  | 0   | 8  | -1  | 0  | 0   | 0   | 4   |
| 19 | Žiga Pance          | 5  | 0  | 0  | 0   | 2  | 0   | 0  | 0   | 0   | 7   |
| 20 | Sabahudin Kovačevič | 5  | 1  | 3  | 4   | 2  | +4  | 0  | 0   | 0   | 11  |
| 21 | Andrej Hebar        | 5  | 3  | 1  | 4   | 8  | 0   | 1  | 1   | 0   | 16  |
| 22 | Marcel Rodman       | 5  | 0  | 5  | 5   | 2  | -1  | 0  | 0   | 0   | 10  |
| 24 | Anže Terlikar       | 5  | 0  | 0  | 0   | 0  | -1  | 0  | 0   | 0   | 1   |
| 27 | Jakob Milovanovič   | 5  | 2  | 1  | 3   | 6  | -1  | 0  | 2   | 0   | 9   |